# Plemena hus
Výsledkem dlouhodobého šlechtění bylo vyšlechtěno několik stovek plemen husy domácí. Na domestifikaci hus se podílelo několik divých druhů hus. V Evropě to byla husa velká (Anser anser), v Asii husa labutí (Cygnopsis cygnoides). Některá plemena hus mají v původ v obou druzích (některé ruské plemena hus, štajnbašská bojová husa).
Polodomestifikovány byly také berneška velká a husice egyptská.
Husy jsou chovány zejména pro maso, husí jatra, sádlo, peří a vejce. Některé plemena byly speciálně vyšlechtěna pro potlačování plevelí (americká bavlníková husa) nebo pro husí zápasy (např. štajnbašská bojová husa).

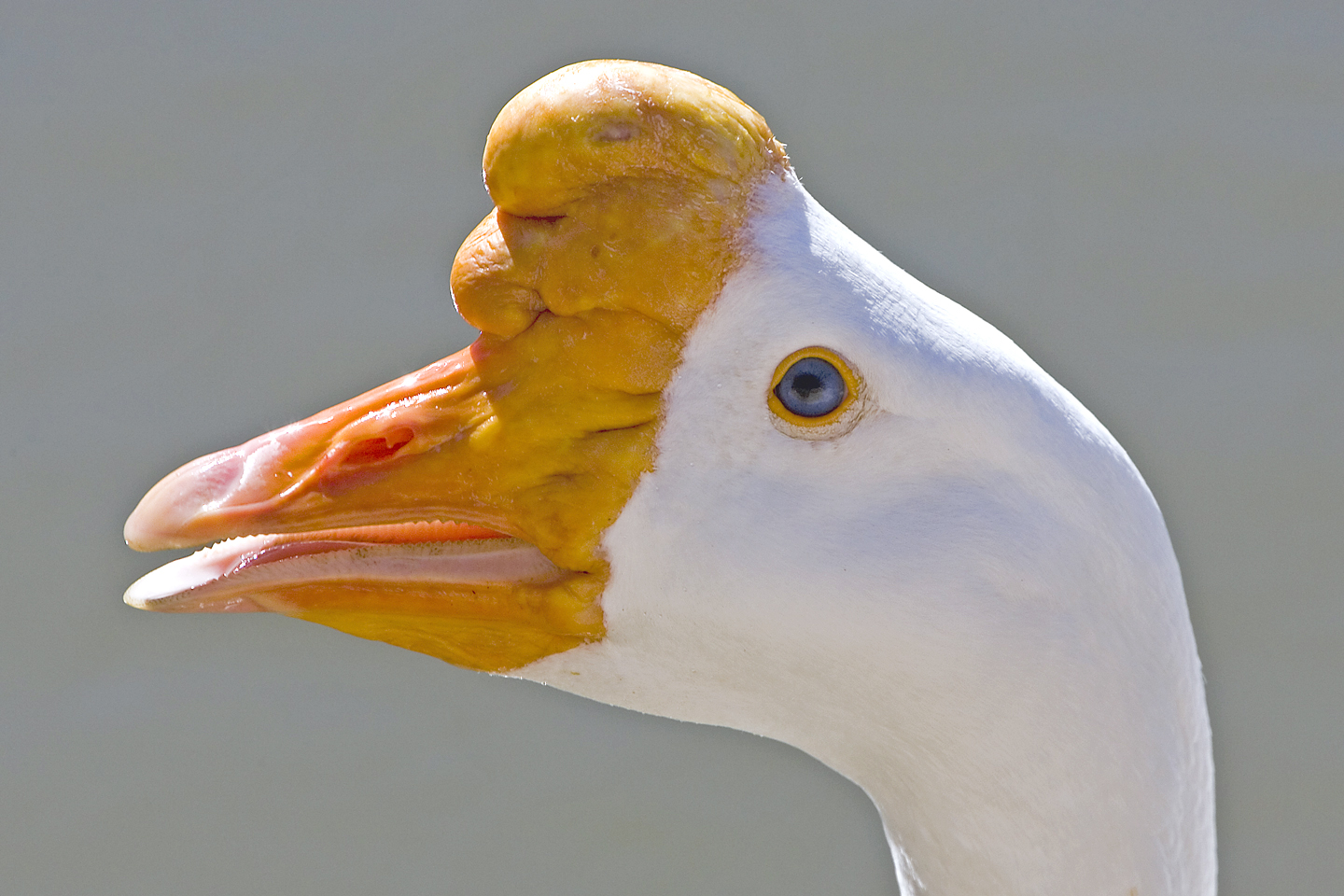
Plemena husy labutí mají na zobáku nápadný hrbol

## Plemena husy labutí

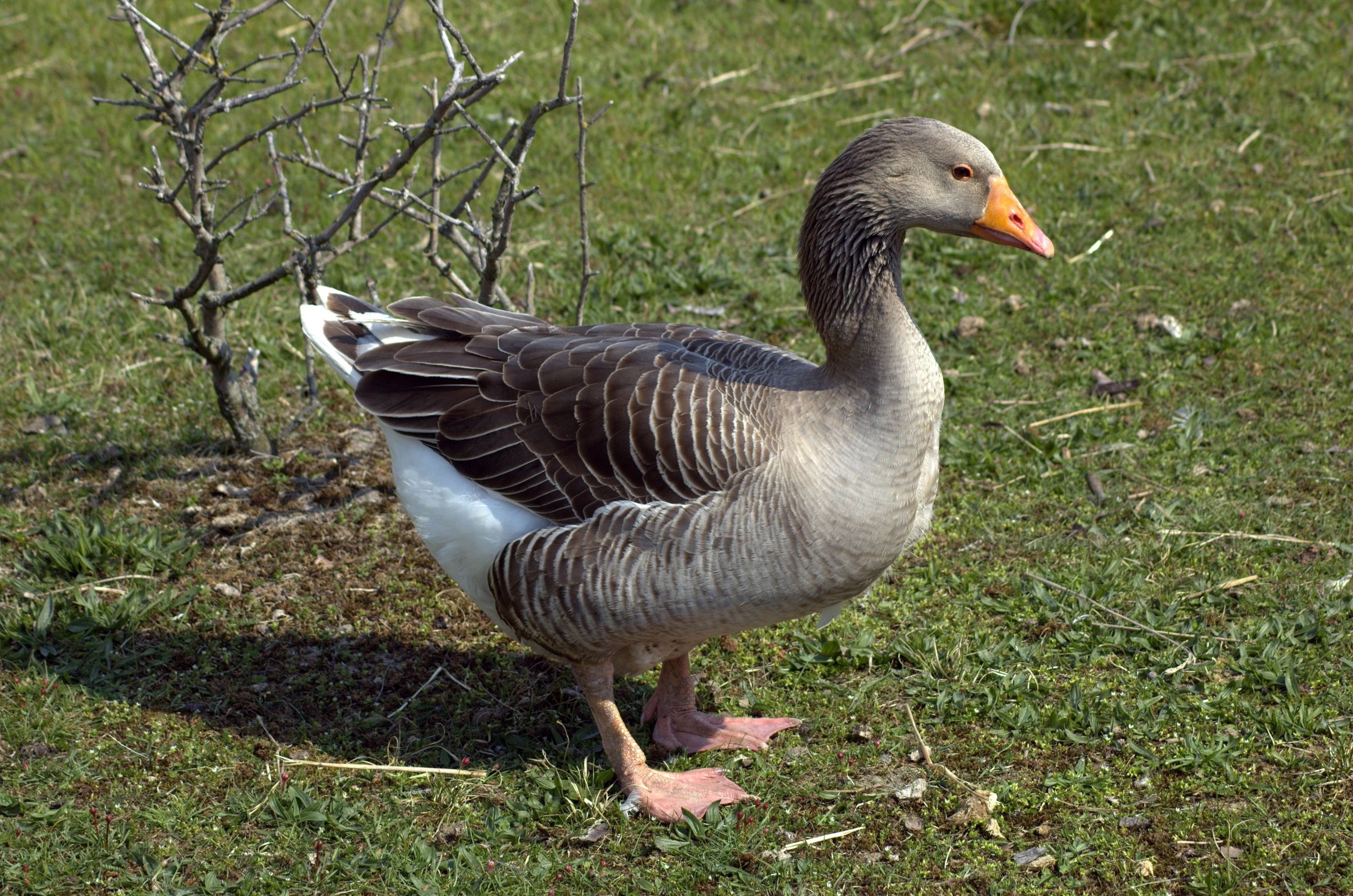
A Greylag-like domestic goose

- husa čínská[1]
- husa africká[2]

## Plemena husy velké

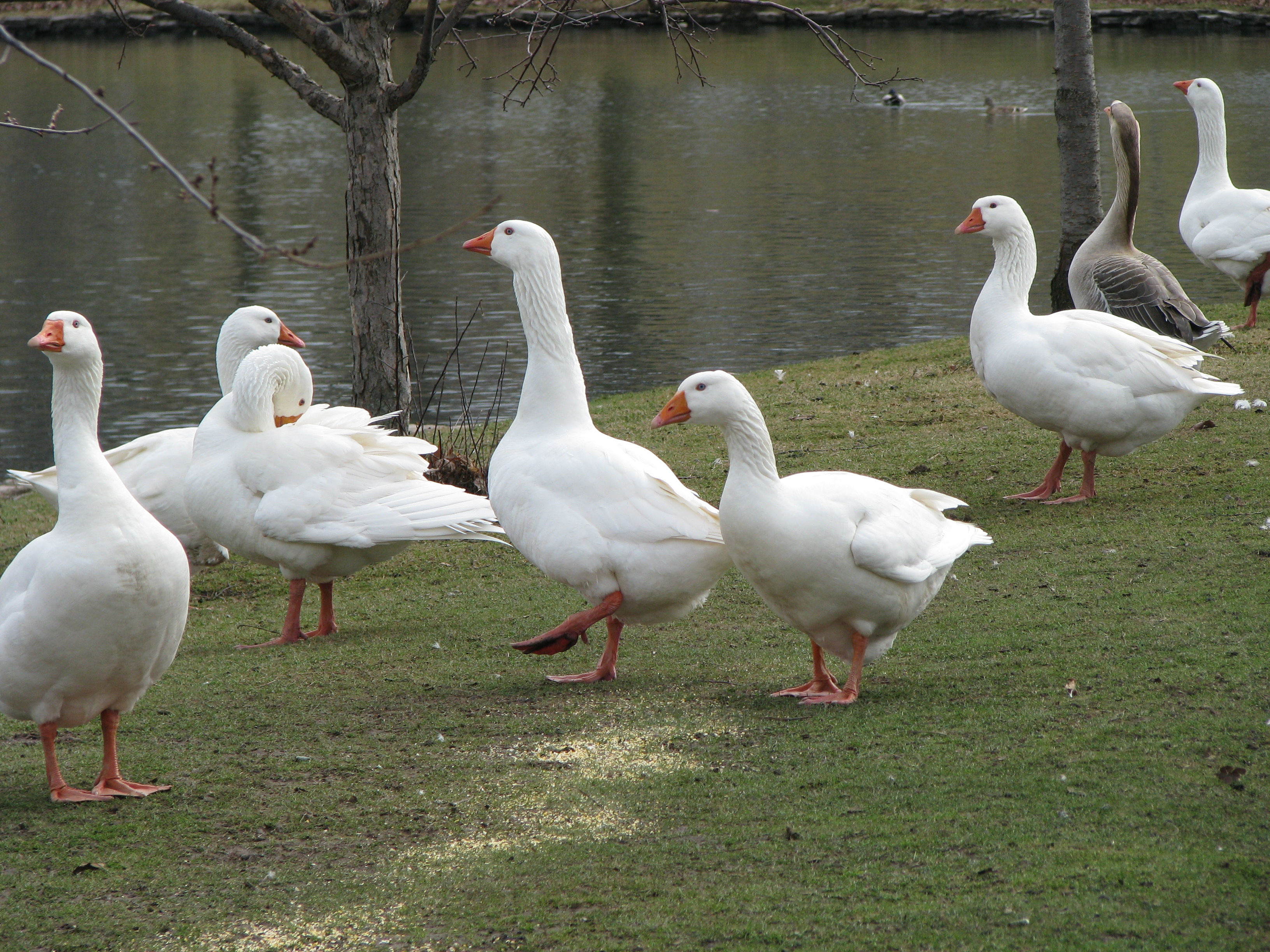
Emdenské husy

- Adlerská husa
- Alsaská husa
- Americká chocholatá husa
- Aonghuská husa
- Arzamašská husa
- Bavorská husa
- Benkovská bílá husa
- Bilgorajská husa
- Breconská žlutá husa
- Cellská husa
- Česká husa
- Česká chocholatá husa
- Dánská husa
- Drávská husa
- Dypolcká husa

- Emdenská husa
- Empordská husa
- Euskalská antzaraská husa
- Faerská husa
- Francká husa
- Gorkovská husa
- Cholmogorská husa
- Italská husa
- Kadeřavá husa
- Kartouzská husa
- Kielecká husa
- Krásnozerská husa
- Kubánská husa
- Landéská husa
- Leinská husa
- Lippská husa
- Ľubelská husa
- Maďarská orošházská husa
- Německá nosná husa
- Norská bílá husa
- Ölandská husa
- Perejaslavská husa
- Pilgrimská husa
- Podkarpatská husa
- Pomořanská husa
- Potiská husa
- Pskovská husa
- Romenská husa
- Rumunská chocholatá husa
- Ruská husa
- Rýnská husa
- Shetlandská husa
- Skónská husa
- Slovenská bílá husa
- Smólenská husa
- Suchovská husa
- Šadrinská husa
- Štajnbašská bojová husa
- Šuvalská husa
- Tuluská husa
- Turínská husa
- Twentská husa
- Velká šedá husa
- Vištinská husa
- Vladimírská husa
- Západoanglická
- Zátorská husa

## Autosexingové (rodobarvé) husy

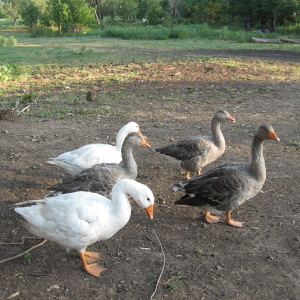
Hejno pilgrimských hus - bílí samci, šedé samice

Zbarvení peří obou pohlaví hus je obvykle stejné. Existují však také autosexingová (colorsexingová, rodobarvá) plemena hus, kdy je viditelný pohlavní dimorfismus (samec a samice jsou jinak zbarveni). Samec je nejčastěji bílý, samice je buď celá šedá nebo bílo-šedě strakatá.
- Americká bavlníková husa
- Normanská husa
- Pilgrimská husa
- Shetlandská husa
- Západoanglická husa